# Epidius Quadratus

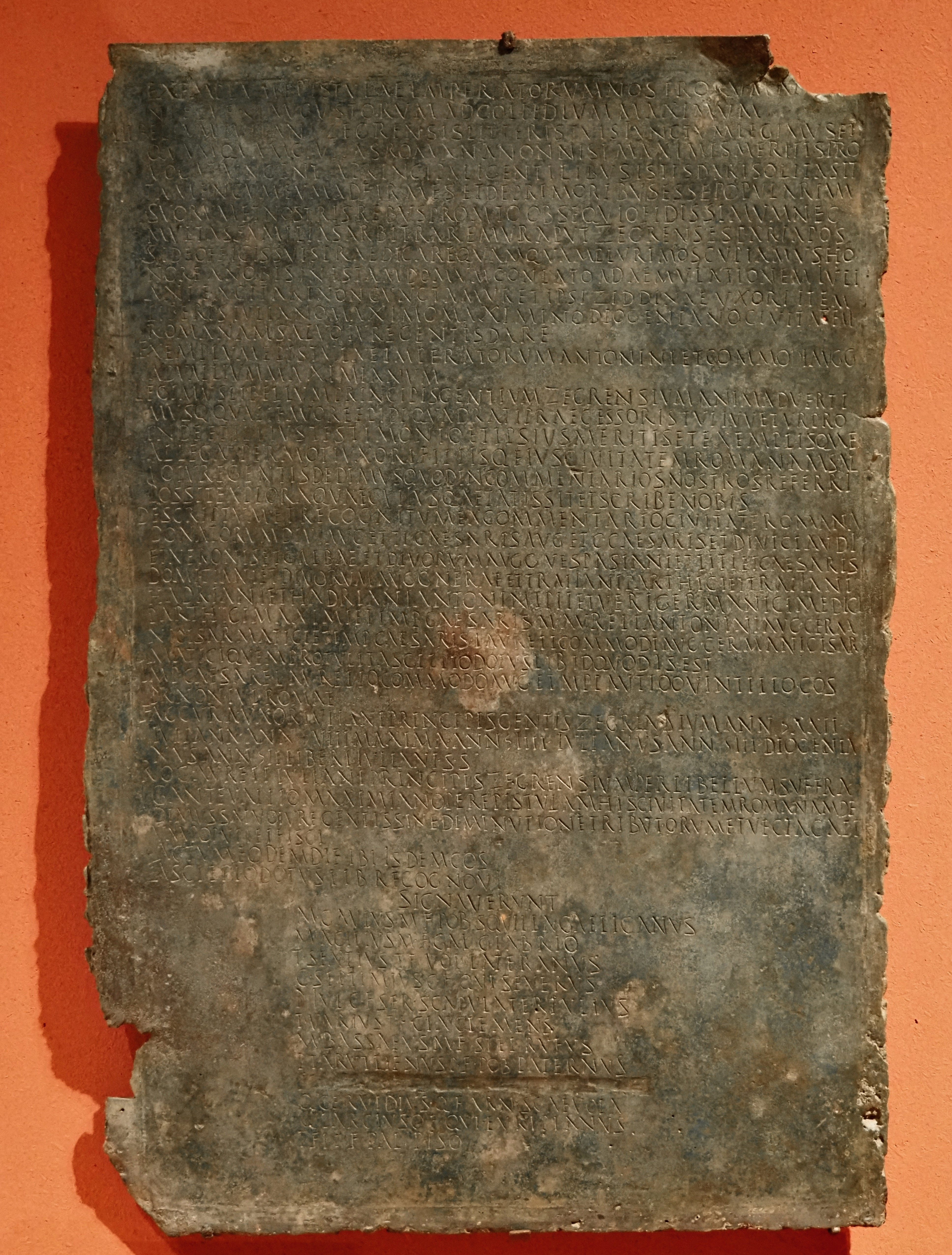
Die Tabula Banasitana

Epidius Quadratus (sein Praenomen ist nicht bekannt) war ein im 2. Jahrhundert n. Chr. lebender Angehöriger des römischen Ritterstandes (Eques).
Durch eine Bronzetafel, die Tabula Banasitana, und eine Inschrift ist belegt, dass Epidius Quadratus während der Regierungszeit von Mark Aurel (161–180) Statthalter der Provinz Mauretania Tingitana war.
Der zweite Teil der Tafel stellt die Abschrift eines Briefes dar, in dem die beiden Kaiser Mark Aurel und Commodus sich an seinen Nachfolger als Statthalter, Gaius Vallius Maximianus,  wegen der Verleihung des römischen Bürgerrechts an Angehörige des Berberstammes der Zegrenser wenden und in dem Quadratus erwähnt wird. Zuvor hatte Quadratus einen Antrag für das Bürgerrecht, den ein gewisser Iulianus für seine Frau und seine Kinder gestellt hatte, mit einer Empfehlung an den Kaiser weitergeleitet. Die kaiserliche Kanzlei antwortete dem Quadratus daraufhin, dass er das Alter jedes einzelnen ermitteln und der Kanzlei mitteilen solle, damit man es in die Akten aufnehmen könne (in commentarios nostros referri possit explora quae cui{i}usq(ue) aeta{ti}s sit et scribe nobis).
Die Inschrift wurde von Quadratus für das Wohl des Kaisers errichtet; er ließ darin festhalten, dass er sich mit Ucmetio, einem Fürsten zweier Volksstämme unterhalten habe.

## Datierung
Der zweite Teil der Tafel kann durch die Angabe der beiden ordentlichen Konsuln des Jahres 177 Imperator Caesar Lucius Aurelius Commodus Augustus und Marcus Plautius Quintillus sowie des Tagesdatums (pridie Nonas Iulias) auf den 6. Juli 177 datiert werden.
Bengt E. Thomasson datiert die Inschrift auf einen Zeitraum zwischen 172 und 175, da der Kaiser Germanicus, aber noch nicht Sarmaticus genannt wird. John Spaul nimmt an, dass Epidius Quadratus von 174 bis 176 Statthalter in der Provinz war.